# Blond
     80—100%
     50—79%
     20—49%
     1—19%
     mai putin de 1%

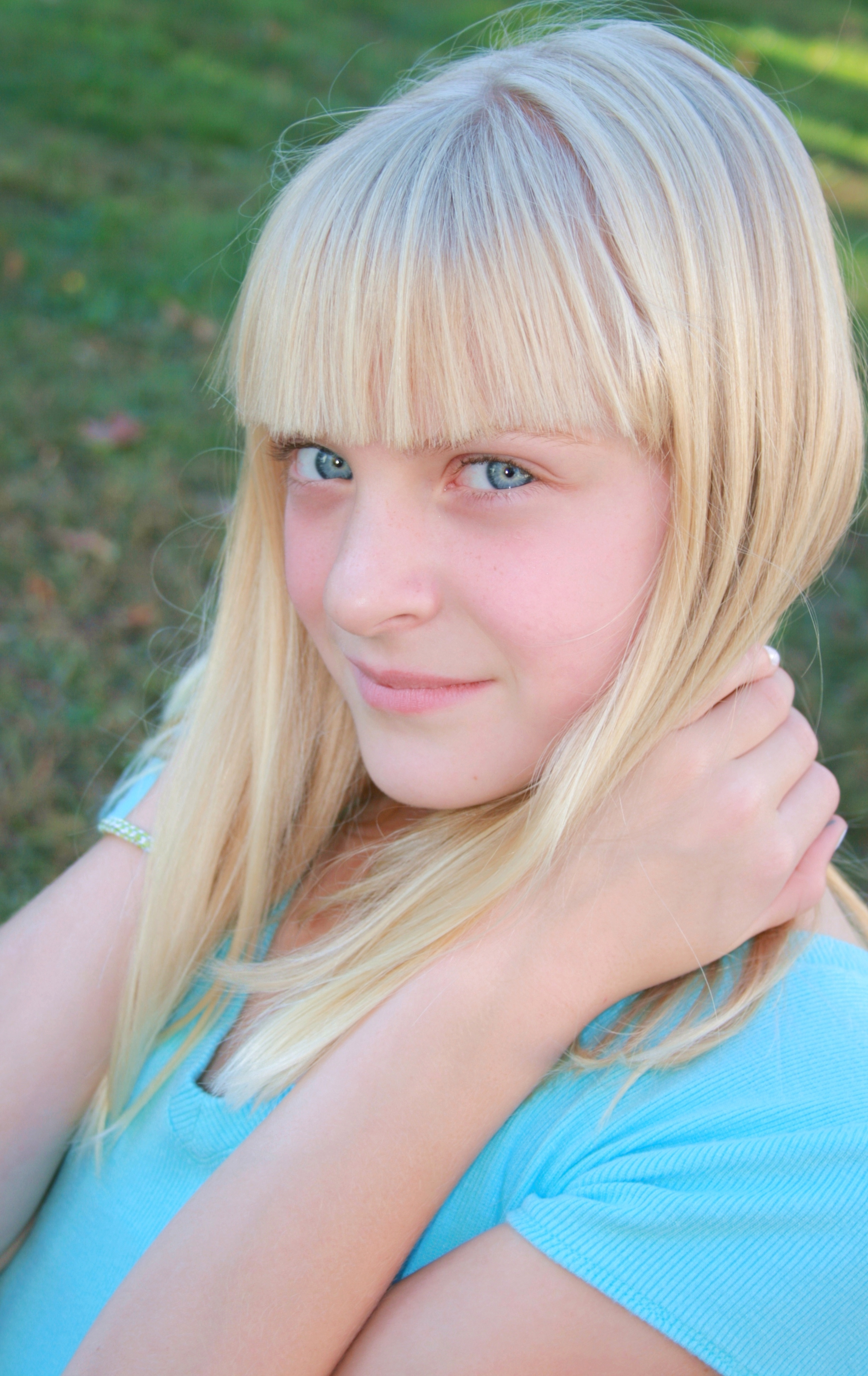
O fată blondă

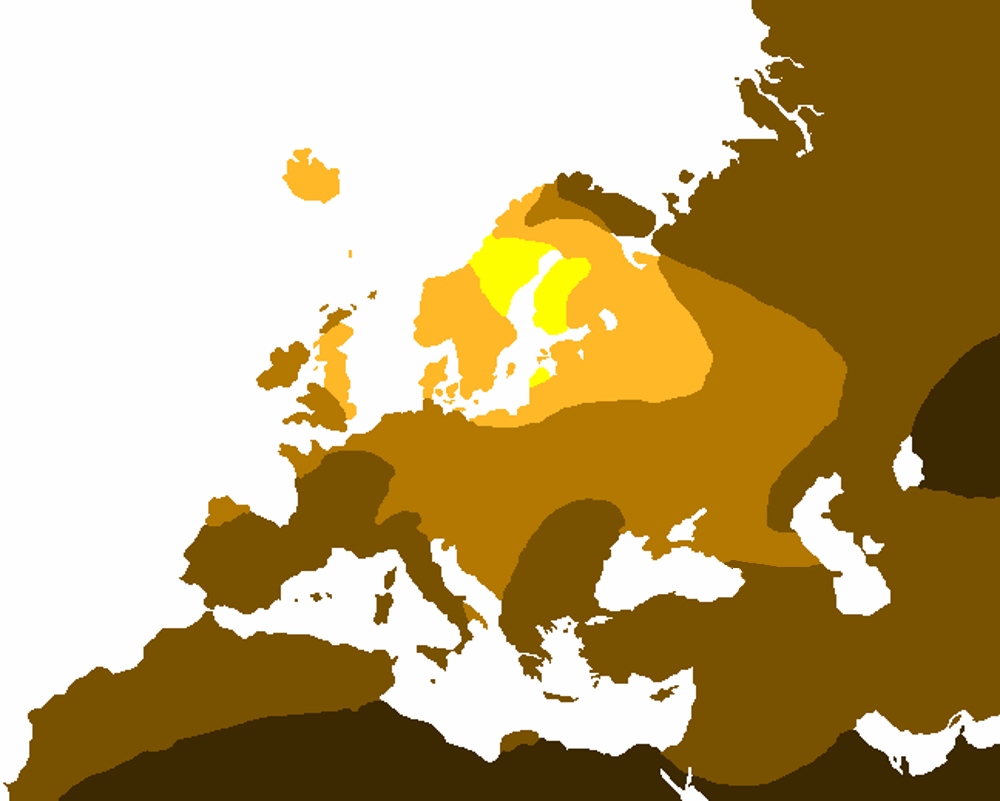
Prevalența blondelor în Europa:
80—100%
50—79%
20—49%
1—19%
mai putin de 1%

Blond sau Blondă sunt termeni care desemnează persoane cu păr blond (galben). Aceste persoane au nivele reduse ale pigmentului eumelanină. Rezultatul nuanței vizibile depinde de diferiți factori, dar are întotdeauna o culoare gălbuie. Culoarea poate fi de la blond foarte palid (cauzată de o distribuție neuniformă și redusă a pigmentului) la culoarea roșiatică „căpșună”, blondă sau auriu-maronie („nisip”), cea din urmă cu mai mare eumelanină. Deoarece culoarea părului tinde să se întunece odată cu vârsta, părul natural blond este, în general, foarte rar întâlnit în perioada de maturitate.

## Tipuri
Au fost definite diferite subcategorii de păr blond, pentru a descrie cu mai multă precizie diferitele nuanțe și surse de culoare ale părului. Exemplele obișnuite includ următoarele:
- blond-cenușiu[2]
- blond albit, blond sticlă sau blond peroxid:[3] termeni folosiți pentru a se referi la părul blond colorat artificial.
- blond ca inul[4][5] atunci când se deosebește de alte soiuri, „blond” în sine se referă la o blondă deschis, dar nu albiu, fără urme de roșu, auriu sau maro; această culoare este deseori descrisă „ca inul”.
- blond murdar[6] sau blond cu vapori de apă:[7] blond închis, cu șuvițe de blond auriu și maro.
- blond auriu: un blond mai închis și mai intens, galben auriu (ce se găsește mai ales în nord-estul Europei, adică Rusia, Estonia)
- blond-miere: blond iridescent închis.
- blond-platină:[8][9][10] blond-albit; aproape toate blondele de platină sunt copii, deși se găsesc și oameni din Europa de Nord.
- blond-nisipos:[11][12] blond de culoare gri-cenușiu sau cremă.
- blond căpșună[13] sau blondă venețiană: blond roșcat[14][15][16][17][18]
- galben: galben-blond („galben” poate fi, de asemenea, folosit pentru a se referi la părul care a fost vopsit galben).